# Diritti LGBT nella Repubblica Democratica del Congo
Le persone LGBT non sono perseguitate ai sensi della legge vigente nella Repubblica Democratica del Congo ma non godono di alcuna tutela dalle discriminazioni e le coppie omosessuali non dispongono di alcuna tutela giuridica.

## Leggi sull'omosessualità
L'attività sessuale dello stesso sesso è legale nella Repubblica Democratica del Congo. L'età del consenso è uguale, indipendentemente dal sesso. Gli atti omosessuali non sono mai stati esplicitamente messi fuori legge nella storia del paese. Prima della fondazione dello stato nel 1960, la Repubblica Democratica del Congo era governata dalla potenza coloniale europea del Belgio e in Belgio gli atti omosessuali furono depenalizzati nel 1794.
Sebbene l'attività sessuale tra persone dello stesso sesso sia legale, il Rapporto sui diritti umani del Dipartimento di Stato degli Stati Uniti del 2010 ha rilevato che "le persone coinvolte in manifestazioni pubbliche di omosessualità erano soggette a procedimento giudiziario"

## Riconoscimento delle relazioni tra persone dello stesso sesso
Non esiste alcun riconoscimento legale delle unioni omosessuali. Il primo paragrafo dell'articolo 40, nell'attuale costituzione congolese, afferma che "Ogni individuo ha il diritto di sposare la persona di sua scelta, del sesso opposto".

## Protezioni contro la discriminazione
Non esiste una legge anti-discriminazione che protegga sulla base dell'orientamento sessuale.

## Condizioni di vita
Il Rapporto sui diritti umani del Dipartimento di Stato degli Stati Uniti del 2010 ha rilevato che "l'omosessualità è rimasta un tabù culturale e, mentre le molestie da parte delle forze di sicurezza statali sono continuate, non ci sono state segnalazioni durante l'anno in cui la polizia molestava i gay e le lesbiche o perpetrando o condonando la violenza contro di loro."

## Tabella riassuntiva
| Attività e relazioni sessuali legali                                | (da sempre legale)          |
| Parità dell'età di consenso                                         | (dal 2006)                  |
| Leggi anti-discriminazione sul lavoro                               | No                          |
| Leggi anti-discriminazione nella fornitura di beni e servizi        | No                          |
| Leggi anti-discriminazione in tutti gli altri settori               | No                          |
| Matrimonio egualitario                                              | (incostituzionale dal 2006) |
| Unione civile                                                       | No                          |
| Adozione                                                            | No                          |
| Autorizzazione a prestare servizio nelle forze armate               | Yes                         |
| Diritto di cambiare legalmente sesso                                | (Illegale)                  |
| Surrogazione di maternità                                           | No                          |
| Permesso alle donne lesbiche di accedere alla fecondazione in vitro | No                          |
| Permessa la donazione di sangue per le persone omosessuali          | No                          |

## Opinione Pubblica
Un sondaggio condotto da Univision nel 2014 per il matrimonio tra persone dello stesso sesso ha evidenziato che il 98% dei congolesi rifiutano tali unioni, mentre il restante 2% per lo più giovani è favorevole alle famiglie omosessuali.
Generalmente l'opinione pubblica Congolese considera l'omosessualità come deviazione contro la loro fede, tuttavia molti congolesi affermano che per il momento discutere dei diritti della comunità LGBTQ non è una priorità, in quanto il paese ha problemi ben più grandi come la povertà, la corruzione e la criminalità.